# Lesmana
Lesmana is een bestuurslaag in het regentschap Banyumas van de provincie Midden-Java, Indonesië. Lesmana telt 5853 inwoners (volkstelling 2010).